# Masontown (Pensilvânia)
Masontown é um distrito localizado no estado norte-americano de Pensilvânia, no Condado de Fayette.

## Demografia
Segundo o censo norte-americano de 2000, a sua população era de 3611 habitantes.
Em 2006, foi estimada uma população de 3446, um decréscimo de 165 (-4.6%).

## Geografia
De acordo com o United States Census Bureau tem uma área de
3,9 km², dos quais 3,9 km² cobertos por terra e 0,0 km² cobertos por água. Masontown localiza-se a aproximadamente 314 m acima do nível do mar.

## Localidades na vizinhança
O diagrama seguinte representa as localidades num raio de 12 km ao redor de Masontown.